# Кичинский, Анатолий Иванович
Анатолий Иванович Кичи́нский (р. 1950) — украинский поэт и художник.

## Биография
Родился 4 апреля 1950 года в селе Преображенка. Окончил филологический факультет Херсонского педагогического института (1972) и Высшие литературные курсы при Литературном институте имени А. М. Горького (1981).
Работал корреспондентом-организатором Бюро пропаганды художественной литературы Союза писателей Украины, руководителем Херсонского областного молодёжного объединения, главным редактором херсонской газеты «Гривна», литературным консультантом Херсонской областной организации Национального союза писателей Украины. Первый руководитель Херсонского общества украинского языка имени Т. Г. Шевченко (1989—1990).
Начал печататься с 1966 года. Автор 18 поэтических книг, изданных в Украине (Киев, Симферополь, Херсон, Черновцы), а также в России (в переводе на русском языке).
Член Национального союза писателей Украины, Ассоциации украинских писателей и почетный член Национального союза художников Украины.

## Награды и премии
- Премия имени Павла Усенко (1983)
- Премия имени Бориса Нечерды (2000)
- Национальная премия Украины имени Тараса Шевченко (2006)
- Премия Международного фестиваля поэзии «Киевские Лавры» (2006)
- Премия «Летящее серебряное перо» Международного фестиваля поэзии славянских стран «Славянские объятия» (2008)
- Премия «Князь росы» имени Тараса Мельничука (2012)
- Премия имени Дниила Кононенко (2018)
- Премия "Лучшая книга Херсонщины (2018)
- Премия имени Владимира Забаштанского (2019)